# Лидбитеров кљунорог
Лидбитеров кљунорог (Bucorvus leadbeateri) 
- Поднебље: делови Африке јужно од Сахаре
- Станиште: саване
- Морфологија: дужина 90-110 cm, маса 3-4 kg

## Начин живота
Станарице. Живе у паровима или јатима која чини до осам чланова. Ове птице су веома опрезне и, кад затреба, одлучно бране своју територију. Највише времена проводе на тлу, а одмарају се на дрвећу. Гнезде се у шупљим пањевима и деблима. Женка полаже два јаја на којима лежи око месец и по. Размножава се само доминантни пар, док му остали, млађи чланови групе, помажу у скупљању хране и одбрани гнезда. 
Хране се ситним сисарима, птицама, жабама и инсектима.
Животни век у дивљини је око 20, а у заробљеништву до 40 година.
Јединствени су међу птицама по томе што су им прва два вратна пршљена спојена. Кљунорози имају дуге трепавице, па њихово око подсећа на око сисара.